# 赵府街副食店
39°56′36″N 116°23′26″E / 39.943322°N 116.390502°E

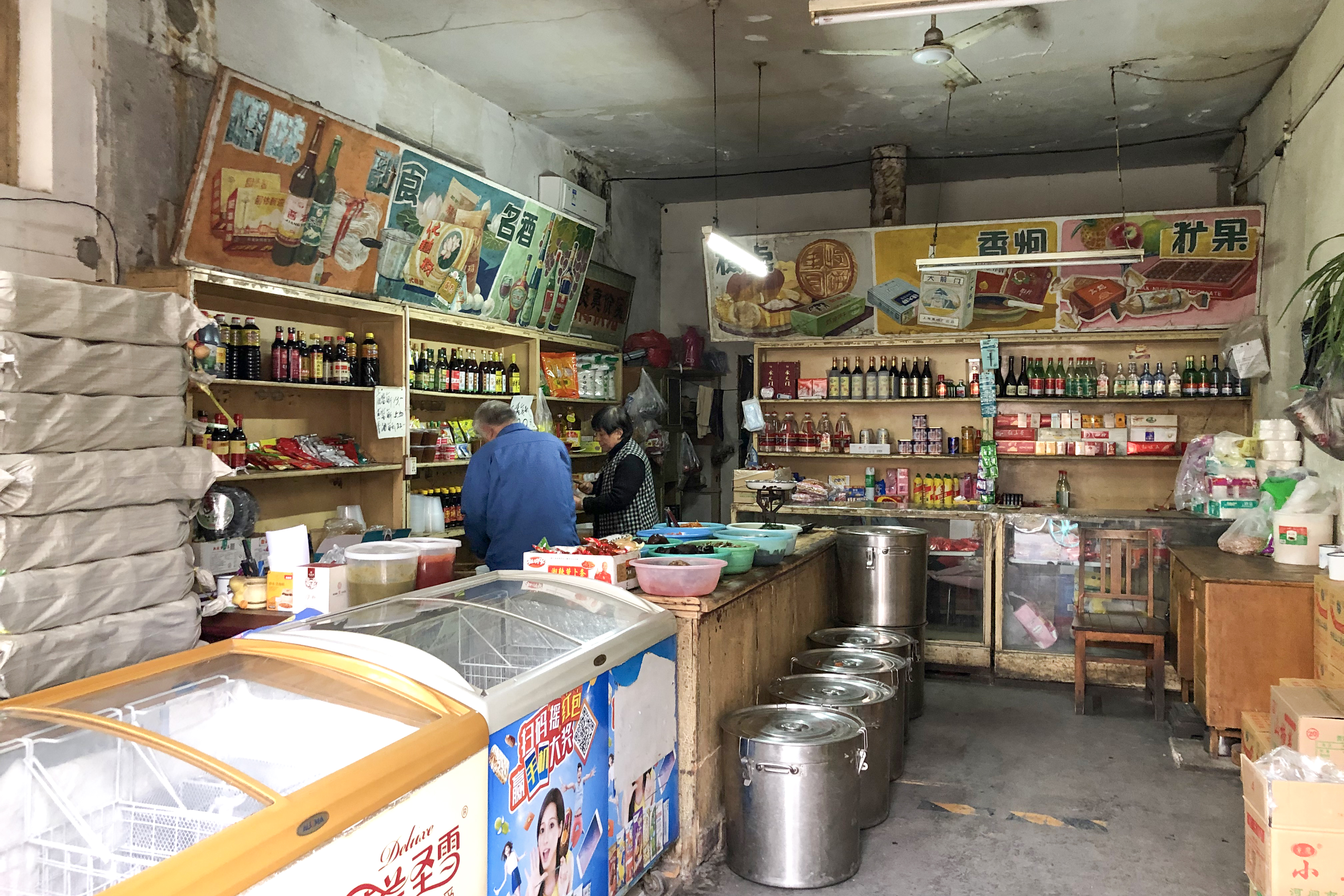
赵府街副食店内景，可见宣传画上“糖”字的二简字

赵府街副食店位于北京市东城区赵府街67号，是一座保留着旧貌的国营副食店，现在也是旅游景点。

## 简介

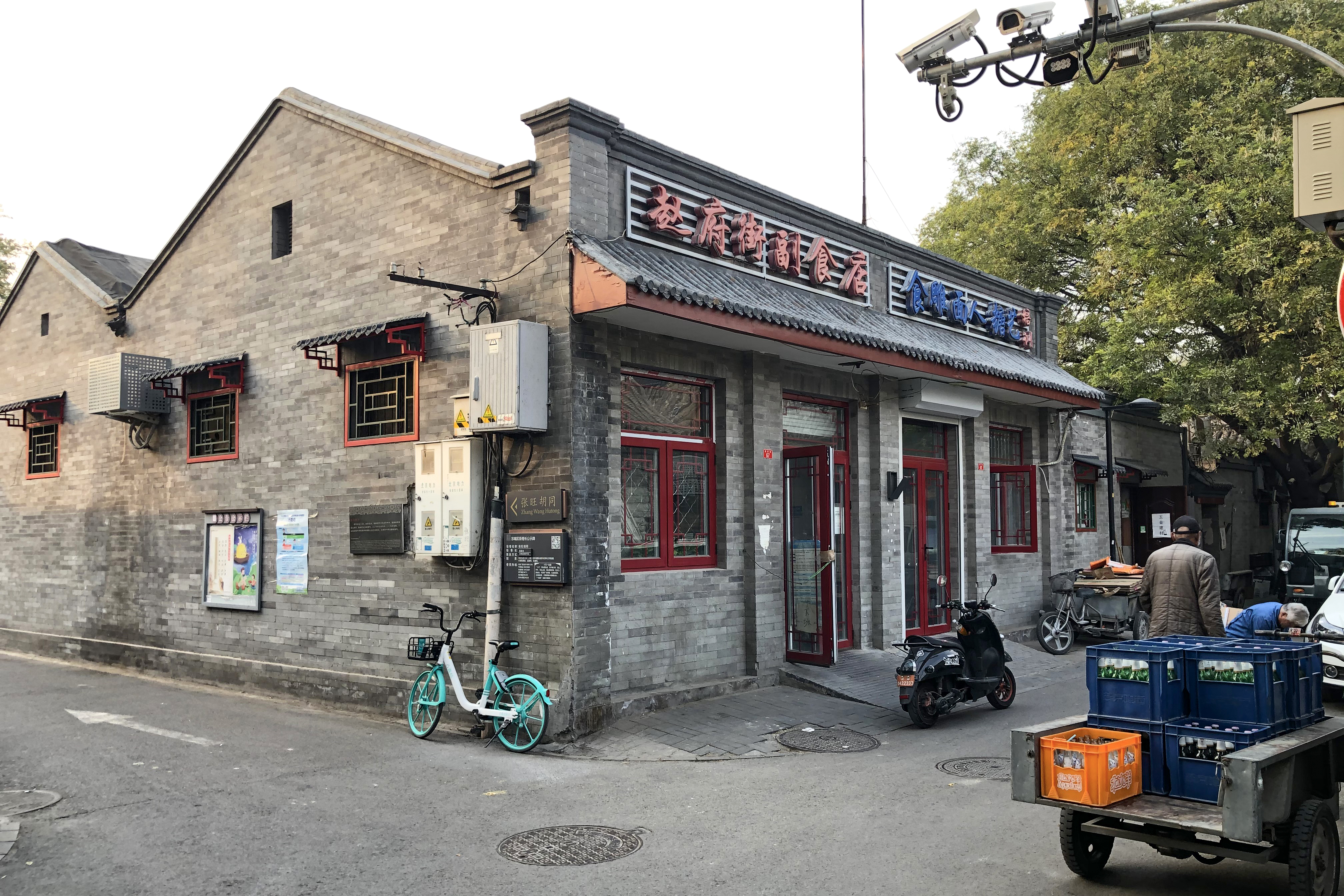
赵府街副食店外观

赵府街副食店成立于1956年，是一家国营副食店。该店开张时，营业面积100余平方米，售货员20余人，负责为该胡同1300余户人家提供副食。从1990年代起，随着周边的超市、大型菜市场不断出现，该店逐渐衰落，部分店面被出租，到2008年营业面积仅余40多平方米。到1990年代，该店售货员仅余4人，21世纪初仅余2人。2006年，李瑞生与奥士凯连锁公司签订承包合同，由李瑞生独自承包经营该副食店，既当经理又当售货员，自负盈亏。
该店有“三老”：老经营模式、老顾客、老品牌。李瑞生接手后，未改变该店的经营模式，也未对店内进行装修，保留了该店原有的风味。店内的深棕色木制柜台以及3口分别盛放散装酱油、醋、黄酱的大缸，在1956年该店开张时便有。货架上方悬挂着画于1970年代的商品宣传画，商品的陈列也沿用1970年代的风格。该店称重用台秤，算账用算盘。该店出售大粒盐等市场上比较少见的商品，还提供打酱油、打黄酱、打醋服务，该店出售的酱菜品种较多。
21世纪初，这家副食店已在北京小有名气，不少北京人慕名前来参观。胡同游的三轮车经过该店时，车夫均会向游客介绍该店。这种老式的国营副食店在北京已经很少见。